# Überhäsiges Viertel

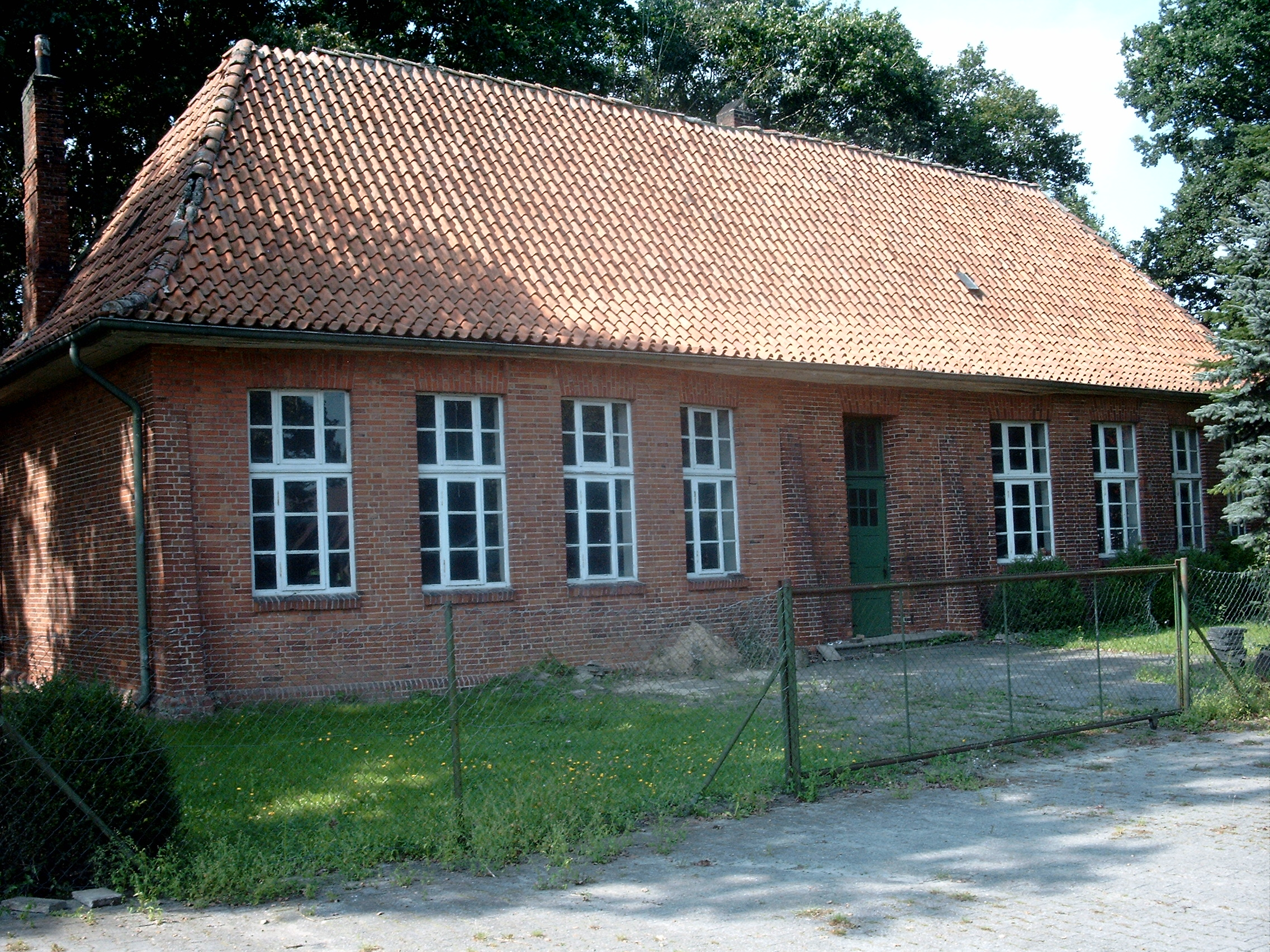
Angelbecker Dorfschule 2004

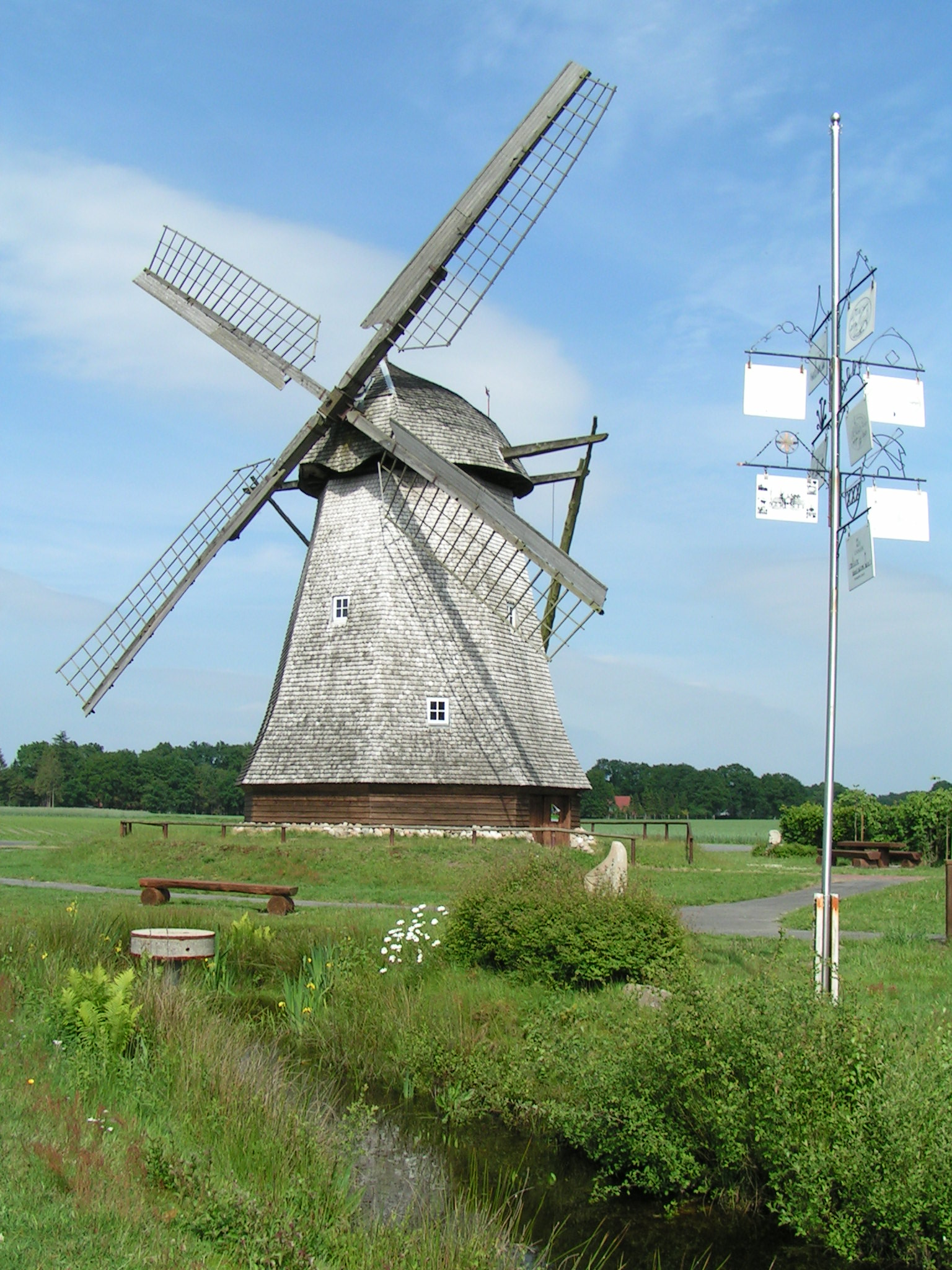
Die Schutenmühle in Huckelrieden

Kulturhistorischer Waldlehrpfad Brachtlage

Das Überhäsige Viertel ist ein südliches Viertel der Stadt Löningen im niedersächsischen Landkreis Cloppenburg. Seinen Namen hat das Viertel von seiner Lage jenseits der Hase. Es besteht aus den Dörfern Angelbeck, Röpke, Winkum, Huckelrieden und Ehren. Durch die Auflösung der selbständigen Schulachten Angelbeck, Ehren und Winkum schmiedeten sich die einzelnen Dörfer zur Gemeinschaft des Überhäsigen Viertels zusammen.

## Angelbeck
Angelbeck wurde das erste Mal 1350 als „Angelbecke“ erwähnt. Es liegt direkt südlich angrenzend an das Stadtgebiet von Löningen. Angelbeck liegt größtenteils auf höher gelegenen, trockenen und sandigen Bereichen in der Nähe von Eschböden. Im Bereich Gänhauck ist deutlich die Struktur eines Haufendorfes (Drubbel) erkennbar. Dort, wo die Kreisstraße von Ehren auf die Kreisstraße Löningen-Menslage mündet, hat sich zwischen 1960 und 1965 eine Siedlung, die sogenannte „Turmkämpe“ gebildet. Im Jahr 2002 kam eine weitere Siedlung, „Am Moorkamp“, hinzu.
Die 1911 gebaute und 1920 erweiterte Schule, und eine um 1902 erbaute Lehrerwohnung sind heute im Privatbesitz.
Die 1996 umgebaute Schießhalle zum Überhäsigen Dorfgemeinschaftshaus geben Angelbeck eine Art Mittelpunktfunktion. Wirtschaftlich gesehen verfügt Angelbeck über mehrere landwirtschaftliche, und einem Kartoffelverarbeitenden Betrieb(e). Hinzu kommen eine Werbeagentur, Druckerei, Elektrofirma, sowie eine Ferienpension.
Als gemeinsame dörfliche Aktivitäten sind besonders der Wursteball und das Schmücken der Straßen zum Schützenfest, wo alt und jung zusammenkommen, zu erwähnen. Zu Angelbeck zählt der Bereich Haseknie, der im unmittelbaren Randbereich zur Stadt Löningen liegt. Das Haseknie kann mit Erfolgen Im Wettbewerb „Die besten Kleinsiedlungen“ aufwarten.
Seit dem 30. Juli 2013 ist das Dorf Angelbeck als geschlossene Ortschaft deklariert worden. Die Verkehrssicherheitskommission des zuständigen Landkreises Cloppenburg stimmte den Antrag der Bewohner schnell und unkompliziert zu. 
Im Jahr 2014 hat Angelbeck 355 Einwohner, wovon 168 weiblich und 187 männlich sind.

## Huckelrieden
Huckelrieden wurde das erste Mal 1350 als toder Huckeriden erwähnt. Es befindet sich geographisch im Mittelpunkt des Überhäsigen Viertels. Huckelrieden ist eine auf einer höher gelegenen und vom Hochwasser der Hase geschützten Ansiedlung im Niederungsgebiet des Bühnenbaches. Bis 1800 muss in Huckelrieden (dort wo sich heute der Hof Wöste befindet) eine Burg mit Kapelle und Gräfte gestanden haben, die dann aber eingeebnet wurde. Alle gehörten zu einem adligen Gut, welches von 1399 bis 1701 im Besitz der Familie Steding war. Ein Standbild des heiligen Nepomuk an der Hase in Löningen soll sich ehemals auch dort befunden haben. In Huckelrieden wurde 1857 der Zentrum-Politiker und Reichstagsabgeordnete Eduard Burlage geboren.
Der gesamte Ortsteil ist nach dem ehemaligen „Gut Huckelrieden“ benannt. Heute ist das Wahrzeichen des Dorfes die Schutenmühle mit seinem Heimat- und Backhaus, welches jedes Jahr viele Besucher anzieht und wo jährlich der Deutsche Mühlentag gefeiert wird. Das Heimathaus ist auch für viele Ausstellungen überregionaler Künstler bekannt. Wirtschaftlich hat Huckelrieden einen Garten und Landschaftsbaubetrieb mit mehreren Angestellten. Aktuell leben in Huckelrieden 61 Einwohner.

### Kulturhistorischer Waldlehrpfad Brachtlage
In Huckelrieden befindet sich der "Kulturhistorische Waldlehrpfad Brachtlage". Auf ca. 1,5 km zeigt der Pfad die Geschichte des Waldes Brachtlage, die verschiedenen heimischen Hölzer sowie deren Nutzung und wirtschaftliche Bedeutung. Im überwiegend naturbelassenen Wald kann der Besucher noch die Ursprünglichkeit der Umwelt genießen. Die auf halber Strecke gelegene Mondscheinbank lädt mit einer herrlichen Aussicht auf offene Wiesen zum Verweilen ein. Die Heidefläche als weiterer Bestandteil bietet vor allem im Herbst ein farbenfrohes Naturschauspiel. Der „Kulturhistorische Waldlehrpfad Brachtlage“  liegt kurz nach dem Ortseingang Huckelrieden an der Angelbecker Straße.

## Winkum
Die Bauerschaft Winkum im Überhäsigen Viertel wurde das erste Mal im Jahr 1281 urkundlich erwähnt. Winkum grenzt im Süden an den Landkreis Osnabrück und zählt heute 145 Einwohner. 1772 erhielt Winkum eine Volksschule, die bis 1969 betrieben und dann aufgelöst wurde. Den Dorfmittelpunkt bildet die Lourdes Grotte, die 1932 erbaut wurde. Erweitert wurde diese 1981 mit einem Glockenturm der zur 700-Jahr-Feier des Dorfes von den Geistlichen der Kirchengemeinde Löningens eingeweiht wurde.

### SC Winkum
Der Sportverein des Überhäsigen Viertels ist der SC Winkum, der vor allem durch seine starke Jugendarbeit weit über die Grenzen des Überhäsigen Viertels bekannt ist. Aktuell verfügt der SC Winkum über drei Herrenmannschaften, eine Damenmannschaften, eine Altherrenabteilung mit über 100 Mitgliedern, sowie 13 Jugendmannschaften mit 170 Sportlern. Der SC Winkum verfügt über einen Hauptplatz mit Tribüne und drei Nebenplätzen.

## Ehren
Das Dorf Ehren liegt im südwestlichen Gebiet der Stadtgemeinde Löningen. Es wurde das erste Mal im 12. bis 14. Jahrhundert als „Ederen“ und später als „Edhere“ erwähnt. Im Süden bildet der Hahnenmoorkanal die Grenze zum Artland und zum Landkreis Osnabrück. Ehren liegt auf einer Talsandplatte des „Ehrener Feldes“ am Rande der Haseniederung.
Das Gebiet ist überwiegend durch den Ehrener Wald gekennzeichnet. Zu Ehren gehören auch die Bauerschaften „Wienöbst“ und „Winkhoff“. Das Dorf verfügt über einen Obstbaubetrieb und einen Garten-Landschaftsbauer. In Ehren leben insgesamt 237 Einwohner.

## Röpke
Röpke liegt südlich von Löningen, als Wegedorf entlang des Bühnenbaches, der sogenannten kleinen Hase. An der Westseite etwa zur Hälfte an Huckelrieden und zur anderen Hälfte an Winkum. Im Süden grenzt Röpke an Herbergen (Kreis Osnabrück).
Röpke muss schon sehr früh besiedelt gewesen sein, denn um 1100 herum wurde von der Raub-Ritterburg aus Retbäke-Riedbach berichtet. Aus Rätbeke wurde später Röpke abgeleitet, aus der Raub-Ritterburg wurde die Moorburg. Die Ausgrabungen an der Moorburg von 1980 bis 1987 ergaben einige sehr wertvolle Gegenstände, unter anderem zwei römische Goldtaler von 813 und 827.
Heute (2014) stehen in Röpke 19 Häuser, in denen 70 Personen leben. Röpke ist eine durch Landwirtschaft geprägte Bauerschaft mit 5 Haupterwerbs- und einigen Nebenerwerbsbetrieben.